# Богиня з Ганімеда
Богиня з Ганімеда (Birthright: The Book of Man — Право народження: Книга людини) — науково-фантастичний роман (або романоподібна серія віньєток), написана Майком Резником, опублікована в 1982 році. Він описує вигадану історію завоювання галактики людством, яка служить середовищем для ряду інших романів автора.
Книга не пов'язана з «Правом народження людини», збіркою цитат, зібраною Жанною Герш.

## Короткий зміст сюжету
«Богиня з Ганімеда» охоплює хронологію майже 17 тисячоліть, починаючи з дуже раннього етапу експансії з Землі та закінчуючи смертю останніх людей. У проміжку між ними розповідається про повільне, але (незважаючи на деякі невдачі) постійне завоювання цілої галактики, населеної тисячами розумних інопланетних рас, яких перемагають і пригнічують будь-якими інструментами: економічним тиском, дипломатичною майстерністю чи простими військовими. потужність.
Не всі розділи стосуються поводження людства з інопланетянами; деякі також охоплюють «внутрішню» політику, яка призводить до розвитку зростаючої людської імперії від демократії до монархії. Але найголовнішою темою, безсумнівно, є пошук невловимої якості, яка дозволяє людству подолати будь-який спротив і здійснити унікальний подвиг підкорення всієї галактики. Воно ніколи не буває чітко визначеним, але проявляється, можливо, найбільш коротко, коли воно також призводить до невдачі спроби перетнути порожнечу між галактиками.
Потім, коли більше немає місця для завоювання, залишається єдиний шлях — вниз: внутрішня боротьба, а також глибока образа інопланетян призводять до занепаду людської сили, який займає майже стільки ж часу, скільки підйом, але описаний набагато менше широко. Чомусь, незважаючи на те, що дозволило людям досягти повної влади, вони не змогли її зберегти.
Виявляючи певну іронію, один із розділів розкриває «літературний жанр фантастики» як ще одну особливість людства, яка не поділяється жодною інопланетною расою.

## Форма
Книга складається з 26 розділів, кожен із яких утворює повну історію, без роздільних персонажів у розділах. На перший погляд, це виглядає як збірка оповідань, але окремі оповідання явно існують лише для формування більшої картини. Це враження підсилюється лінійним розміщенням історій у ключових подіях загальної хронології.
Кожен розділ має назву групи людей або професії, на внеску яких у загальну сюжетну лінію зосереджено розділ, наприклад «Картографи», «Художники», «Священики».
Крім того, перед більшістю розділів є уривки з двох підручників історії (один написаний людиною, а інший — інопланетянами), що відповідають подіям, описаним у розділі. Порівняно з інформацією «з перших рук», яку читач отримує в розділах, обидва джерела демонструють значну упередженість у своєму тлумаченні подій, хоча часто перебувають у прямій суперечності.

## Натхнення та зв'язок з іншими творами
Розповідь книги описує історичну основу, яка служить місцем дії для низки інших художніх творів Резніка, включаючи романи «Слонова кістка», «Диво рідкісного дизайну» та «Сантьяго».
Історія заснована на особистому інтересі Резника до Африки. Поведінка та мотивація людства є прямим продовженням європейського колоніалізму та імперіалізму XVI—ХІХ століть: нещадна експлуатація та панування над іншими культурами, що виправдовується ідеологією расової переваги. "Богиня з Ганімеда базується на припущенні, що така поведінка може бути фундаментальною рисою людини, яка буде так само проявлятися до інопланетян. Остання частина, очевидно, базується на менш спекулятивному уявленні про те, що, здавалося б, непереможні імперії можуть і незмінно розпадаються і зникають, часто досить швидко. Історія наводить численні приклади, включаючи Стародавній Рим, Монгольську та Британську імперії та володіння Олександра Великого.
«Богиня з Ганімеда» також можна розглядати як антитезу науково-фантастичного стереотипу про злісних, небезпечних прибульців, які загрожують людству, як це видно, наприклад, у фільмах «Зоряний десант», «Хижак» і «Чужий» та багатьох інших. У «Богині з Ганімеда» саме людство є найжорстокішою та найнебезпечнішою з галактичних рас. Ця набагато менш поширена тема також зустрічається в новелі «З такими друзями», а також у трилогії «Прокляті» Алана Діна Фостера.